# Eigen-ji

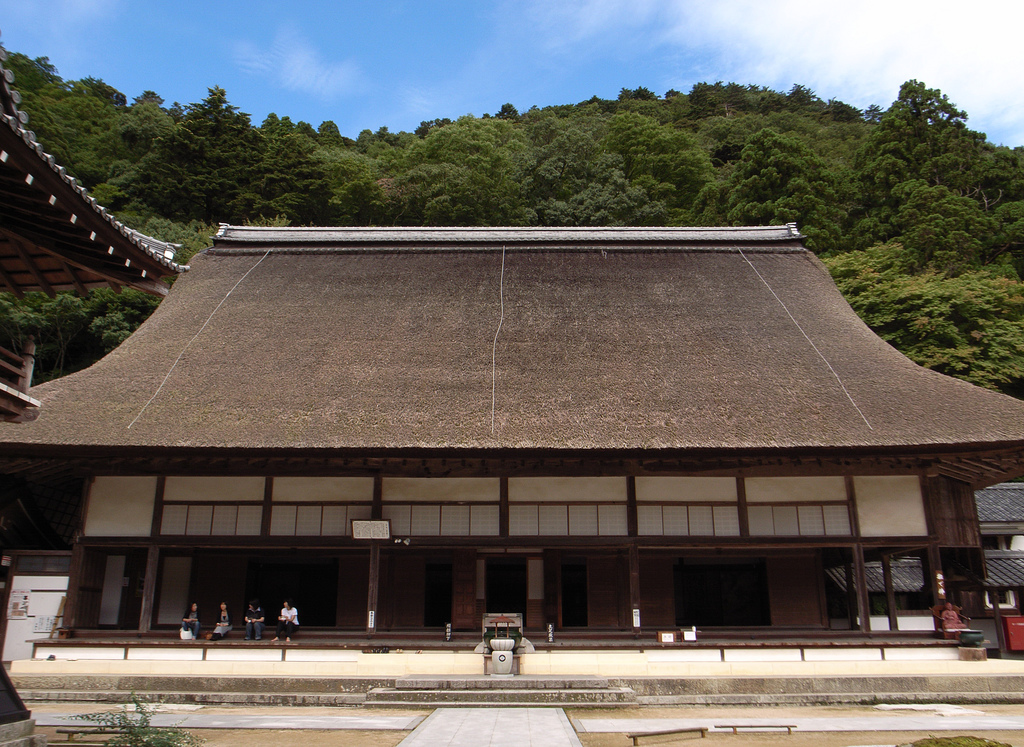
Eigen-ji

Der Eigen-ji (jap. 永源寺) ist ein buddhistischer Tempel im Verwaltungsgebiet der japanischen Stadt Higashiōmi (Präfektur Shiga) und seit der Meiji-Zeit (1880) einer der Haupttempel der Rinzai-shū mit gegenwärtig ca. 120 Zweigtempeln. Er ist im Herbst wegen der eindrucksvollen Verfärbungen der dortigen Flora ein beliebtes Ausflugsziel für Touristen.

## Geschichte
Der Tempel wurde im Jahr 1361 durch den Gouverneur der Provinz Ōmi, Sasaki Ujiyori (佐々木 氏頼; 1326–1370), begründet. Als erster Vorsteher wurde der Zen-Meister Jakushitsu Genkō (寂室 元光; 1290–1367) eingesetzt.
Als im Ōnin-Krieg die mächtigen Gozan-Tempel Heian-kyōs (Kyōto) in militärische Konflikte verwickelt wurden, flohen viele der einflussreichsten Zen-Mönche der damaligen Hauptstadt des Landes zum Eigen-ji, wodurch dieser Tempel für einige Zeit zu einem bedeutenden religiösen und kulturellen Zentrum wurde.
Während der Sengoku-Zeit wurde der Eigen-ji aber selber Opfer kriegerischer Auseinandersetzungen und durch mehrere Brände schließlich völlig zerstört. Erst unter dem Mönch Isshi Bunshu (一絲 文守; 1608–1646), der im Jahr 1643 auf Bitten des Tennō Go-Mizunoo Vorsteher am Tempel wurde, begannen umfassende Wiederaufbaumaßnahmen.
Ein weiterer herausragender Vorsteher des Eigen-ji war der Mönchsgelehrte Ashizu Jitsuzen (芦津 実全; 1850–1921).